# 12574 LONEOS
أل أو أن إي أو أس (ويعرف أيضًا باسم 12574 أل أو أن إي أو أس وفق تسمية الكوكب الصغير) (بالإنجليزية: LONEOS)‏ هو كويكب ضمن حزام الكويكبات؛ وترتيبه 12574 من حيث الاكتشاف.
اكتُشف هذا الجُرم الفلكي بواسطة Charles W. Juels ‏ في 4 سبتمبر 1999، وأُطلق عليه هذا الاسم نسبةً إلى مرصد لويل للبحث عن الأجرام القريبة من الأرض.

## وصلات خارجية
- 12574 LONEOS في قاعدة بيانات مختبر الدفع النفاث لأجرام النظام الشمسي الصغيرة

- الاكتشاف · مخطط المدار ·  العناصر المدارية · المعلمات المادية

- 12574 LONEOS على موقع ويكي سكاي: DSS2, SDSS, GALEX, IRAS, Hydrogen α, X-Ray, Astrophoto, Sky Map, Articles and images